# Aldeacueva
Aldeacueva es una entidad de población española del municipio de Valle de Carranza, perteneciente a la provincia de Vizcaya, en la comunidad autónoma del País Vasco.

## Historia
Hacia mediados del siglo XIX, el lugar, ya por entonces perteneciente al ayuntamiento de Valle de Carranza, tenía contabilizada una población de 240 habitantes. Aparece descrito en el primer volumen del Diccionario geográfico-estadístico-histórico de España y sus posesiones de Ultramar de Pascual Madoz con las siguientes palabras:

ALDEACUEVA: l. en la prov, de Vizcaya, dióc. de Santander, part. jud. de Valmaseda, y comprendido en el valle y conc. de Carranza (V.): su igl. parr. (S. Bartolomé) es aneja de la de S. Estéban de Carranza; participa de los montes, arbolado y de pasto que hay en el valle, y sus prod. son trigo, maiz, alubias, habas, alguna fruta y hortaliza: cria ganado, aunque poco, de varias especies: pobl.: 48 vec.: 240 alm.. contr.: con el mismo valle.
(Madoz, 1845, p. 488)

En 2022, la entidad singular de población tenía empadronados 74 habitantes y el núcleo de población, 48.

## Patrimonio

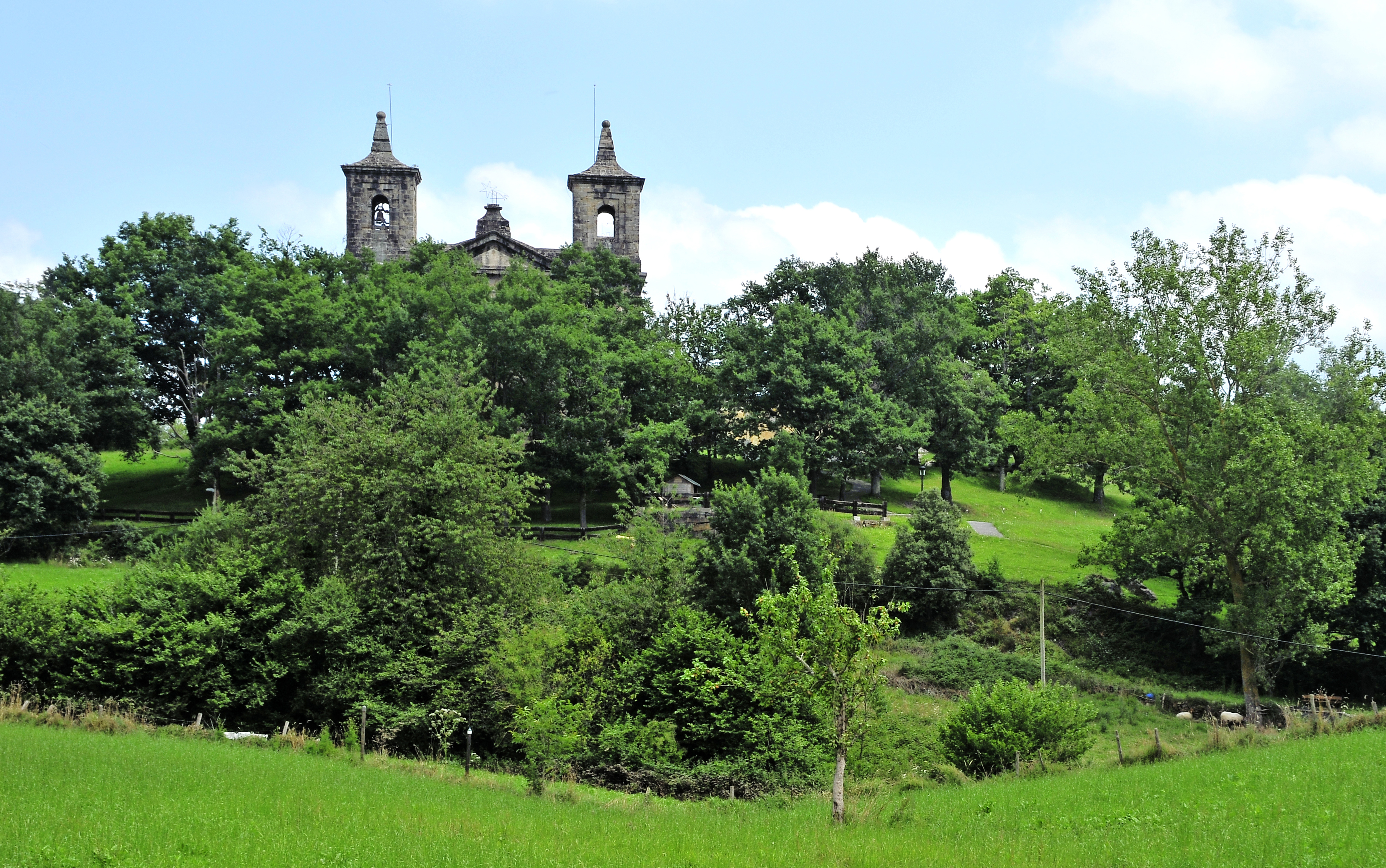
Vista de la iglesia de San Bartolomé

Hay en el lugar una iglesia de San Bartolomé.